# RG Outrider
RG Outrider или RG-32MLTV — южноафриканский многоцелевой бронетранспортёр 4х4, представленный компанией BAE Systems в 2009 году и основанный на бронетранспортёре RG-32M.

## История
В феврале 2009 года на выставке IDEX компания BAE Systems South Africa представила новый бронеавтомобиль на основе RG-32. Первой страной, купившей RG-32MLTV стала Ирландия, закупившая 27 машин. В 2010 году после зимней военной выставки, проведённой Ассоциации армии США, бронеавтомобиль стал также поставляться и в США для войны в Афганистане под обозначением RG Outrider.

## Конструкция
RG Outrider представляет собой MRAP бронестранспортёр 4х4, основанный на RG-32M. Он отличается большими размерами, вторым уровнем защиты STANAG 4569 и лучшей защите от противотанковых мин. На него также можно установить 12.7 мм пулемёт. Масса бронемашины составляет 9.5 т, на нее установлен 6-цилиндровый дизельный двигатель с турбонаддувом Steyr M16S CI мощностью 200 кВТ, который позволяет разгоняться до 120 км/ч. Трансмиссия представляет собой 5-ступенчатую автоматическую коробку передач Allison S1000. Грузоподъемность составляет 2 т, машина имеет обширный грузовой отсек для хранения военного оборудования.